# Napoli, Napoli, Napoli
Napoli, Napoli, Napoli é um documentário italiano de 2009 dirigido por Abel Ferrara. O filme apresenta três episódios de crimes na cidade de Nápoles, baseados em fatos reais.